# Desiderata da Lombardia
Desiderata foi uma princesa do reino da Lombardia, filha de Desidério, o último rei dos Lombardos e de sua esposa Ansa. Foi a primeira esposa de Carlos Magno com quem casou em 770, provavelmente para criar uma aliança entre a Frância e a Lombardia. Porém, um ano depois, em 771, o casamento foi anulado, o que levou ao Cerco de Pavia, de 773 a 774. Desiderata não teve filhos e não se sabe mais sobre o resto de sua vida.